# سیارک ۶۱۷۱
سیارک ۶۱۷۱ (به انگلیسی: 6171 Uttorp، نامگذاری:1981UT)۶۱۷۱مین سیارک کشف شده‌است که در ۲۶ اکتبر ۱۹۸۱ کشف شد.